# Стивенс, Эвелин
Э́велин Ли Сти́венс (англ. Evelyn Lee Stevens; род. 9 мая 1983, Клермонт, Калифорния), в замужестве Бе́йкер (англ. Baker) — американская шоссейная велогонщица, выступавшая на профессиональном уровне в период 2010—2016 годов. Четырёхкратная чемпионка мира в командных гонках с раздельным стартом, победительница и призёрша многих крупных соревнований на шоссе, рекордсменка мира в часовой езде, участница двух летних Олимпийских игр.

## Биография
Эвелин Стивенс родилась 9 мая 1983 года в городе Клермонт, штат Калифорния. Детство провела в Актоне, Массачусетс. Училась в местной старшей школе Acton-Boxborough Regional High School.
Позже училась в Дартмутском колледже в Нью-Гэмпшире, где играла за местную теннисную команду.
Окончив университет в 2005 году, переехала на постоянное жительство в Нью-Йорк и в течение двух лет проработала в инвестиционном банке Lehman Brothers, была сотрудницей финансовой компании Gleacher Mezzanine. Наконец, в июле 2009 года уволилась с работы, чтобы полностью посвятить себя шоссейному велоспорту.
Уже в 2009 году выиграла несколько многодневных гонок в США, была второй в зачёте американского национального первенства в индивидуальной гонке с раздельным стартом, заняла второе место на «Рут де Франс феминин», уступив здесь только своей соотечественнице Кимберли Андерсон.
В 2010 году одержала победу на чемпионате США в гонке с раздельным стартом. Подписала контракт с профессиональной командой HTC Columbia Women, в её составе выступила на нескольких престижных гонках в Европе, в том числе отметилась победой на одном из этапов женской версии «Джиро д’Италия».
В 2011 году вновь победила на чемпионате США в индивидуальной гонке с раздельным стартом.
На чемпионате мира 2012 года в Лимбурге стала серебряной призёркой в индивидуальной гонке и одержала победу в командной гонке. Была лучшей в генеральных классификациях женского «Тура Новой Зеландии», многодневных гонок «Грация Орлова», «Эксерги Тур», «Рут де Франс феминин», выиграла женскую версию «Флеш Валонь», стала третьей на «Джиро». Благодаря череде удачных выступлений удостоилась права защищать честь страны на летних Олимпийских играх в Лондоне — стартовала здесь в групповой гонке, показав на финише 24 результат.
В 2013 году выиграла «Джиро дель Трентино», «Филадельфия Классик», «Тур Калифорнии», «Мерко Сайклин Классик», стала второй на «Грация Орлова». На мировом первенстве во Флоренции вновь победила в командной гонке, тогда как в разделочной и групповой гонках заняла четвёртое и пятое места соответственно.
В 2014 году выиграла женские «Тур Тюрингии», «Холланд Ледис Тур», «Филадельфия Классик». Побывала на чемпионате мира в Понферраде, откуда привезла награду бронзового достоинства, полученную в индивидуальной разделке, и золото, выигранное в командной гонке.
Начиная с 2015 года представляла голландскую профессиональную команду Boels–Dolmans. В её составе вновь выиграла «Тур Калифорнии», стала третьей на «Туре Новой Зеландии» и шестой на «Флеш Валонь».
На мировом первенстве 2016 года в Дохе в четвёртый раз победила в командной гонке с раздельным стартом. Кроме того, в этом сезоне оказалась второй в генеральной классификации «Джиро д’Италия», выиграв при этом три отдельных этапа, была второй на «Флеш Валонь» и третьей на «Туре Калифорнии», установила мировой часовой рекорд, преодолев в течение часа 47 км и 980 метров. Принимала участие в Олимпийских играх в Рио-де-Жанейро — на сей раз заняла 12 место в групповой гонке и закрыла десятку сильнейших в гонке с раздельным стартом.

### Статистика выступления наГранд-турах
| Гонка / Год          | 2009 | 2010 | 2011           | 2012           | 2013           | 2014           | 2015           | 2016           |
| -------------------- | ---- | ---- | -------------- | -------------- | -------------- | -------------- | -------------- | -------------- |
| Рут де Франс феминин | 2    | —    | —              | 1              | 3              | —              | —              | —              |
| Тур де л'Од феминин  | —    | DNF  | не проводилась | не проводилась | не проводилась | не проводилась | не проводилась | не проводилась |
| Джиро д’Италия Донне | —    | 15   | 41             | 3              | 5              | 15             | 9              | 2              |

### Рейтинги
| Год                 | 2009 | 2010 | 2011 | 2012 | 2013 | 2014 | 2015 | 2016 |
| ------------------- | ---- | ---- | ---- | ---- | ---- | ---- | ---- | ---- |
| Мировой рейтинг UCI | 51-й | 21-й | 41-й | 4-й  | 7-й  | 13-й | 23-й | 15-й |
| Мировой кубок UCI   | -    | -    | -    | 3-й  | 10-й | -    | -    |      |
| Мировой тур UCI     |      |      |      |      |      |      |      | 6-й  |
|                     |      |      |      |      |      |      |      |      |
| Источник: UCI       |      |      |      |      |      |      |      |      |